# Рейнольдс, Альберт
Альберт Мартин Рейнольдс (ирл. Ailbhe Mac Raghnaill, англ. Albert Martin Reynolds; 3 ноября 1932, Руски, Ирландское Свободное государство — 21 августа 2014, Дублин, Ирландия) — ирландский государственный деятель, премьер-министр (1992—1994).

## Биография
Окончил Саммерхилл-колледж в графстве Слайго. В 1950 г. поступил на работу клерком в государственную транспортную компанию CIE — Coras Iarnrod Eireann. Неожиданно он резко изменил род занятий и занялся продвижением танцевального зала The Scene Showband, это позволило сформировать ему капитал, который он вложил в ряд бизнесов: пищевой, рыбопромышленный, медиа. Хотя его новая деятельность требовала ночной работы, Рейнольдс не употреблял алкоголь, и был отличным семьянином, воспитывая с женой Кэтлин и их семерых детей.
Впервые принял участие в парламентских выборах в 1977 г. и был избран от Фианна файл от округа Лонгфорд-Вестмич. После вынужденного ухода в отставку премьера Джона Линча его влияние в партии значительно возросло, поскольку он входил в так называемую «банду пяти», — объединение политиков, решивших поддержать во внутрипартийной борьбе Чарльза Хоги.
- 1979—1981 гг. — министр почт и телеграфов,
- 1980—1981 гг. — министр транспорта,
- март-декабрь 1982 г. — министр промышленности и энергетики. После поражения Фианна файл на парламентских выборах вернулся в ряды оппозиции, активно поддерживал Хоги в ходе развернувшейся внутрипартийной борьбы за его отставку,
- 1987—1988 гг. — министром промышленности и торговли,
- 1988—1991 гг. — министр финансов, на этом посту в 1989 г. возглавлял переговоры от имени Фианна файл с прогрессивными демократами о формировании коалиционного правительства. Осенью 1991 г. публично заявил, что если в партии возникнет вакансия лидера, то он будет готов за неё побороться. Этот шаг был воспринят как открытый демарш против премьера Хоги и привел к отставке Рейнольдса с поста министра финансов.

Однако ряд громких скандалов привел к распаду коалиционного правительства Хоги и его отставке с поста премьер-министра. В феврале 1992 г. новым лидером Фианна файл был избран Рейнольдс.

## Во главе правительства
В 1992—1994 годах — премьер-министр Ирландии. В новом кабинете министров не оказалось многих давних соратников Хоги, наоборот в его состав вошли его критики. Однако такой союзник бывшего премьера как Берти Ахерн остался на посту министра финансов после того как согласился не оспаривать лидерство Рейнольдса в партии. На этом посту столкнулся с проблемой абортов для жертв изнасилований. После так называемого «Говяжьего трибунала», расследовавшего отношения между экс-премьером Хоги и крупнейшим производителем Ларри Гудманом (в том числе и по продаже мяса режиму С. Хусейна), всплыло имя Рейнольдса, занимавшего тогда пост министра, как участника схемы, связанной с «серыми» экспортными кредитами и правительственными субсидиями империи Гудмана, что привело к распаду коалиционного правительства с прогрессивными демократами. После неудачных для Фианна файл парламентских выборов было сформировано коалиционное правительство с Лейбористской партией.
В то же время кабинет Рейнольдса добился ощутимых достижений в северо-ирландском урегулировании, серия многосторонних переговоров завершилась заявлением ИРА о полном прекращении огня от 31 августа 1994. 30 сентября 1994 года стал участником скандального инцидента, когда президент России Б. Н. Ельцин не вышел из самолета к встречавшему его в аэропорту ирландскому премьеру, ряд СМИ обвинили российского лидера в том, что он находился в состоянии алкогольного опьянения; официальная версия звучала иначе — Ельцин встречу проспал и будить его никто из окружения не решился.
В сфере экономики была объявлена налоговая амнистия, что позволило на некоторое время стабилизировать национальную финансовую систему.
После скандала с поддержкой со стороны Генерального прокурора Гарри Велехана, обвинявшегося в сокрытии преступлений, связанных с растлением малолетних, североирландского священника Б. Смита, лейбористская партия в ноябре 1994 года приняла решение о выходе из состава правительства. В тот же день Рейнольдс объявил о своей отставке с постов премьер-министра и лидера Фианна файл.

## В отставке
В 1997 г. рассматривался как возможный кандидат на пост президента Ирландии от Фианна файл и даже выиграл первый тур внутрипартийного голосования, но в результате внутрипартийных интриг на пост главы государства была выдвинута победившая в итоге на выборах Мэри Мак-Элис.
В результате его отношения с премьер-министром Ахерном значительно ухудшились и в 2002 г. Рейнольдс принял решение об уходе из политики.

## Дополнительные факты
Вел затяжной судебный конфликт с британской The Sunday Times по поводу своей роли в скандале с Бренданом Смитом. И хотя жюри Высокого суда вынесло в 1996 г. решение в пользу Рейнольдса, по определению присяжных судья назначил ему компенсацию в виде одного пенса и одной акции, оставив Рейнольдса с судебными издержками, которые оцениваются в 1 миллион фунтов стерлингов. Впоследствии Апелляционный суд в 1998 г. посчитал, что Рейнольдс не получил справедливого судебного разбирательства в его Высокого суда слушания продолжились в Палате лордов. Этот прецедент в итоге привел к изменению британского и ирландского законодательства Reynolds v Times Newspapers Ltd.
В 1999 г. после военного переворота в Пакистане по просьбе президента Мушаррафа выступал как посредник в диалоге с администрацией США.
В ходе заседания трибунала Махона в 2008 г. было решено, что он не может выступить в качестве свидетеля по состоянию здоровья, хотя определенные нарушения ему инкриминировались.